# Saint-Épain
Saint-Épain – miejscowość i gmina we Francji, w Regionie Centralnym, w departamencie Indre i Loara.
Według danych na rok 1990 gminę zamieszkiwało 1335 osób, a gęstość zaludnienia wynosiła 21 osób/km² (wśród 1842 gmin Regionu Centralnego Saint-Épain plasuje się na 297. miejscu pod względem liczby ludności, natomiast pod względem powierzchni na miejscu 37.).